# Fußball-Brandenburgliga 2022/23
Die Saison 2022/23 war die 33. Spielzeit der Brandenburgliga und die 15. als sechsthöchste Spielklasse im Fußball der Männer in Deutschland. Sie begann am 19. August 2022 mit dem 1. Spieltag und endete am 24. Juni 2022 mit dem 30. Spieltag.
Der TuS 1896 Sachsenhausen wurde in dieser Saison zum ersten Mal Landesmeister in Brandenburg. Der Oranienburger FC Eintracht 1901 errang, mit 11 Punkten Rückstand, die Vizemeisterschaft. Zur Winterpause führte der SV Germania 90 Schöneiche nach der Hinrunde noch die Tabelle der Brandenburgliga an und errang damit den inoffiziellen Titel des Herbstmeisters.
Als Absteiger standen nach dem 30. Spieltag der SV Altlüdersdorf, SV Frankonia Wernsdorf 1919 und der SV Falkensee-Finkenkrug fest und mussten in die Landesliga absteigen.
Anfang März 2023 gab der Nordostdeutsche Fußballverband bekannt, dass der SV Germania 90 Schöneiche, Werderaner FC Viktoria 1920, Oranienburger FC Eintracht 1901, SV 1908 Grün-Weiß Ahrensfelde, SV Grün-Weiß Lübben und FV Preussen Eberswalde die Lizenz für die Oberliga-Saison 2023/24 beantragt hatten. Alle Mannschaften teilten dem Verband jedoch später mit, auf ihr Aufstiegsrecht zu verzichten, sodass keine Mannschaft aus der Brandenburgliga in die NOFV-Oberliga aufstieg.

## Teilnehmer
An der Spielzeit 2022/23 nahmen insgesamt 16 Vereine teil.
| ▼Absteiger aus der Oberliga Nordost 2021/22 | ▼Absteiger aus der Oberliga Nordost 2021/22 |
| ------------------------------------------- | ------------------------------------------- |
| Brandenburger SC Süd 05                     | SV Victoria Seelow                          |

| Mannschaften aus der Brandenburgliga 2021/22 | Mannschaften aus der Brandenburgliga 2021/22 | Mannschaften aus der Brandenburgliga 2021/22 |
| -------------------------------------------- | -------------------------------------------- | -------------------------------------------- |
| Oranienburger FC Eintracht 1901              | TSG Einheit Bernau                           | TuS 1896 Sachsenhausen                       |
| Werderaner FC Viktoria 1920                  | FV Preussen Eberswalde                       | SV Blau-Weiß Petershagen-Eggersdorf          |
| SV Altlüdersdorf                             | SV Grün-Weiß Lübben                          | SG Union Klosterfelde                        |
| SV Frankonia Wernsdorf 1919                  | SV Zehdenick 1920                            | SV Falkensee-Finkenkrug                      |

| ▲ Aufsteiger aus der Landesliga 2021/22 | ▲ Aufsteiger aus der Landesliga 2021/22 |
| --------------------------------------- | --------------------------------------- |
| SV 1908 Grün-Weiss Ahrensfelde          | SV Germania 90 Schöneiche               |

## Spielstätten
Die Spielstätten sind nach den Kapazitäten sortiert.
| Logo | Verein                              | Stadion                          | Standort                 | Kapazität |
| ---- | ----------------------------------- | -------------------------------- | ------------------------ | --------- |
|      | Brandenburger SC Süd 05             | Werner-Seelenbinder-Sportplatz   | Brandenburg an der Havel | 5.000     |
|      | FV Preussen Eberswalde              | Westend-Stadion                  | Eberswalde               | 4.000     |
|      | SV Victoria Seelow                  | Sparkassen-Arena                 | Seelow                   | 3.700     |
|      | SV Grün-Weiß Lübben                 | Stadion der Völkerfreundschaft   | Lübben (Spreewald)       | 3.000     |
|      | Werderaner FC Viktoria 1920         | Arno-Franz-Sportplatz            | Werder (Havel)           | 3.000     |
|      | TSG Einheit Bernau                  | Sportplatz am Wasserturm         | Bernau bei Berlin        | 3.000     |
|      | SV 1908 Grün-Weiss Ahrensfelde      | Jahnsportstätte                  | Ahrensfelde              | 2.500     |
|      | SV Blau-Weiß Petershagen-Eggersdorf | Waldsportplatz                   | Petershagen/Eggersdorf   | 2.500     |
|      | SV Zehdenick 1920                   | Gema Baustoffe-Arena             | Zehdenick                | 2.500     |
|      | Oranienburger FC Eintracht 1901     | Orafol-Arena                     | Oranienburg              | 2.200     |
|      | TuS 1896 Sachsenhausen              | ELGORA-Stadion                   | Sachsenhausen            | 2.100     |
|      | SV Falkensee-Finkenkrug             | Sportplatz Leistikowstraße       | Falkensee                | 2.000     |
|      | SG Union Klosterfelde               | Sportplatz an der Mühlenstraße   | Klosterfelde             | 2.000     |
|      | SV Germania 90 Schöneiche           | Friedrich-Ludwig-Jahn-Sportplatz | Schöneiche               | 2.000     |
|      | SV Altlüdersdorf                    | Sport- & Gemeindezentrum         | Altlüdersdorf            | 2.000     |
|      | SV Frankonia Wernsdorf 1919         | Sportplatz Wernsdorf             | Wernsdorf                | 1.000     |

## Abschlusstabelle
| Pl. | Verein                              | Sp. | S  | U  | N  | Tore    | Diff. | Punkte | Anm. |
| --- | ----------------------------------- | --- | -- | -- | -- | ------- | ----- | ------ | ---- |
| 1.  | TuS 1896 Sachsenhausen              | 30  | 23 | 4  | 3  | 086:340 | +52   | 73     |      |
| 2.  | Oranienburger FC Eintracht 1901     | 30  | 18 | 8  | 4  | 066:320 | +34   | 62     |      |
| 3.  | SV 1908 Grün-Weiss Ahrensfelde (N)  | 30  | 17 | 5  | 8  | 063:420 | +21   | 56     |      |
| 4.  | SV Germania 90 Schöneiche (N)       | 30  | 14 | 9  | 7  | 057:430 | +14   | 51     |      |
| 5.  | Werderaner FC Viktoria 1920         | 30  | 11 | 11 | 8  | 040:380 | +2    | 44     |      |
| 6.  | SV Blau-Weiß Petershagen-Eggersdorf | 30  | 13 | 5  | 12 | 050:510 | −1    | 44     |      |
| 7.  | FV Preussen Eberswalde              | 30  | 12 | 5  | 13 | 058:500 | +8    | 41     |      |
| 8.  | SV Victoria Seelow (A)              | 30  | 12 | 5  | 13 | 047:590 | −12   | 41     |      |
| 9.  | SG Union Klosterfelde               | 30  | 11 | 5  | 14 | 050:640 | −14   | 38     |      |
| 10. | SV Grün-Weiß Lübben                 | 30  | 9  | 8  | 13 | 059:670 | −8    | 35     |      |
| 11. | TSG Einheit Bernau                  | 30  | 8  | 10 | 12 | 034:390 | −5    | 34     |      |
| 12. | SV Zehdenick 1920                   | 30  | 9  | 7  | 14 | 045:560 | −11   | 34     |      |
| 13. | Brandenburger SC Süd 05 (A)         | 30  | 8  | 9  | 13 | 046:460 | ±0    | 33     |      |
| 14. | SV Altlüdersdorf                    | 30  | 9  | 4  | 17 | 039:610 | −22   | 31     | ▼    |
| 15. | SV Falkensee-Finkenkrug             | 30  | 7  | 8  | 15 | 035:560 | −21   | 29     | ▼    |
| 16. | SV Frankonia Wernsdorf 1919         | 30  | 7  | 1  | 22 | 051:880 | −37   | 22     | ▼    |

| Zum Saisonende 2022/23: |                                   |
| ▼                       | Abstieg in die Landesliga 2023/24 |

## Kreuztabelle
Die Kreuztabelle stellt die Ergebnisse aller Spiele dieser Saison dar. Die Heimmannschaft ist in der linken Spalte, die Gastmannschaft in der oberen Zeile aufgelistet.
| 2022/23                             | Brandenburger SC Süd 05 | SV Victoria Seelow | Oranienburger FC Eintracht 1901 | TSG Einheit Bernau | TuS 1896 Sachsenhausen | Werderaner FC Viktoria 1920 | FV Preussen Eberswalde | SV Blau-Weiß Petershagen-Eggersdorf | SV Altlüdersdorf | SV Grün-Weiß Lübben | SG Union Klosterfelde | SV Frankonia Wernsdorf 1919 | SV Zehdenick 1920 | SV Falkensee-Finkenkrug | SV 1908 Grün-Weiss Ahrensfelde | SV Germania 90 Schöneiche |
| ----------------------------------- | ----------------------- | ------------------ | ------------------------------- | ------------------ | ---------------------- | --------------------------- | ---------------------- | ----------------------------------- | ---------------- | ------------------- | --------------------- | --------------------------- | ----------------- | ----------------------- | ------------------------------ | ------------------------- |
| Brandenburger SC Süd 05             |                         | 1:2                | 2:2                             | 3:1                | 2:3                    | 2:2                         | 0:1                    | 1:1                                 | 0:1              | 1:1                 | 3:2                   | 3:2                         | 1:1               | 0:0                     | 2:2                            | 4:0                       |
| SV Victoria Seelow                  | 0:4                     |                    | 3:1                             | 1:1                | 2:1                    | 1:3                         | 2:2                    | 1:1                                 | 2:1              | 3:3                 | 2:1                   | 3:1                         | 2:1               | 2:1                     | 1:2                            | 2:0                       |
| Oranienburger FC Eintracht 1901     | 1:0                     | 5:0                |                                 | 3:1                | 1:1                    | 0:0                         | 4:0                    | 1:1                                 | 2:0              | 1:3                 | 3:0                   | 4:1                         | 3:2               | 2:0                     | 1:3                            | 3:0                       |
| TSG Einheit Bernau                  | 3:0                     | 3:0                | 0:1                             |                    | 1:1                    | 1:1                         | 3:1                    | 0:2                                 | 1:3              | 0:0                 | 1:1                   | 1:0                         | 1:1               | 2:0                     | 1:3                            | 1:1                       |
| TuS 1896 Sachsenhausen              | 2:1                     | 2:1                | 2:2                             | 0:1                |                        | 4:1                         | 1:3                    | 4:1                                 | 4:1              | 6:1                 | 5:1                   | 3:1                         | 4:2               | 1:0                     | 3:0                            | 5:0                       |
| Werderaner FC Viktoria 1920         | 1:1                     | 2:0                | 1:3                             | 0:1                | 0:4                    |                             | 3:1                    | 0:3                                 | 0:0              | 1:0                 | 2:1                   | 6:1                         | 1:0               | 2:2                     | 2:0                            | 0:0                       |
| FV Preussen Eberswalde              | 2:1                     | 1:3                | 1:2                             | 1:2                | 2:3                    | 2:0                         |                        | 2:3                                 | 4:0              | 4:0                 | 2:3                   | 4:1                         | 0:0               | 1:2                     | 3:5                            | 2:2                       |
| SV Blau-Weiß Petershagen-Eggersdorf | 3:2                     | 1:2                | 2:1                             | 2:1                | 1:4                    | 1:2                         | 0:3                    |                                     | 2:0              | 4:1                 | 2:0                   | 0:2                         | 3:0               | 1:3                     | 1:6                            | 0:3                       |
| SV Altlüdersdorf                    | 0:5                     | 1:4                | 1:2                             | 1:1                | 0:3                    | 0:2                         | 0:2                    | 2:1                                 |                  | 3:2                 | 0:0                   | 8:2                         | 0:3               | 0:2                     | 1:2                            | 1:4                       |
| SV Grün-Weiß Lübben                 | 2:4                     | 3:2                | 1:1                             | 1:0                | 0:3                    | 1:1                         | 2:1                    | 1:1                                 | 1:3              |                     | 1:4                   | 1:2                         | 6:4               | 5:0                     | 0:1                            | 2:2                       |
| SG Union Klosterfelde               | 1:1                     | 1:0                | 0:5                             | 0:0                | 3:5                    | 1:0                         | 0:3                    | 1:6                                 | 3:1              | 2:1                 |                       | 4:1                         | 2:3               | 3:0                     | 1:4                            | 1:1                       |
| SV Frankonia Wernsdorf 1919         | 0:1                     | 3:2                | 3:4                             | 4:2                | 2:3                    | 3:1                         | 3:5                    | 2:3                                 | 1:2              | 4:9                 | 2:5                   |                             | 0:3               | 5:2                     | 0:1                            | 0:1                       |
| SV Zehdenick 1920                   | 1:0                     | 3:1                | 1:4                             | 2:1                | 1:3                    | 1:1                         | 0:0                    | 3:1                                 | 1:4              | 1:2                 | 4:1                   | 1:4                         |                   | 1:1                     | 3:1                            | 1:5                       |
| SV Falkensee-Finkenkrug             | 5:1                     | 1:1                | 1:1                             | 3:1                | 0:2                    | 1:2                         | 2:2                    | 0:0                                 | 1:2              | 2:4                 | 1:4                   | 0:0                         | 2:0               |                         | 1:0                            | 2:3                       |
| SV 1908 Grün-Weiss Ahrensfelde      | 1:0                     | 3:2                | 1:2                             | 0:0                | 1:2                    | 1:1                         | 1:3                    | 3:1                                 | 3:3              | 3:3                 | 4:1                   | 3:0                         | 2:1               | 3:0                     |                                | 0:2                       |
| SV Germania 90 Schöneiche           | 3:0                     | 6:0                | 1:1                             | 3:2                | 2:2                    | 2:2                         | 2:0                    | 0:2                                 | 1:0              | 3:2                 | 1:3                   | 3:1                         | 0:0               | 5:0                     | 1:4                            |                           |

## Statistiken

### Torschützenliste
| Pl. | Spieler           | Mannschaft                      | Tore |
| --- | ----------------- | ------------------------------- | ---- |
| 1.  | Ceif Ben-Abdallah | FV Preussen Eberswalde          | 24   |
| 2.  | Dominic Schöps    | TuS 1896 Sachsenhausen          | 23   |
| 3.  | Romano Lindner    | SV Grün-Weiß Lübben             | 19   |
| 4.  | Lukas Bianchini   | Oranienburger FC Eintracht 1901 | 18   |
| 5.  | Leon Walter       | Oranienburger FC Eintracht 1901 | 16   |

### Zuschauertabelle
Die Zuschauertabelle zeigt die besuchten Heimspiele an. Die Reihenfolge ist nach der Zuschaueranzahl sortiert.
|        | Verein | Verein                              | Zuschauer | ø pro Spiel | Auslastung |
| ------ | ------ | ----------------------------------- | --------- | ----------- | ---------- |
| 01.    |        | TuS 1896 Sachsenhausen              | 4537      | 302         | 14,4 %     |
| 02.    |        | Oranienburger FC Eintracht 1901     | 3652      | 243         | 11,1 %     |
| 03.    |        | SV 1908 Grün-Weiss Ahrensfelde      | 3055      | 204         | 8,1 %      |
| 04.    |        | SG Union Klosterfelde               | 3004      | 200         | 10 %       |
| 05.    |        | SV Zehdenick 1920                   | 2938      | 196         | 7,8 %      |
| 06.    |        | SV Victoria Seelow                  | 2233      | 149         | 4 %        |
| 07.    |        | Brandenburger SC Süd 05             | 2141      | 143         | 2,9 %      |
| 08.    |        | SV Blau-Weiß Petershagen-Eggersdorf | 1971      | 131         | 5,3 %      |
| 09.    |        | SV Altlüdersdorf                    | 1951      | 130         | 6,5 %      |
| 10.    |        | SV Falkensee-Finkenkrug             | 1925      | 128         | 6,4 %      |
| 11.    |        | FV Preussen Eberswalde              | 1877      | 125         | 3,1 %      |
| 12.    |        | SV Germania 90 Schöneiche           | 1740      | 116         | 5,8 %      |
| 13.    |        | SV Frankonia Wernsdorf 1919         | 1458      | 97          | 9,7 %      |
| 14.    |        | TSG Einheit Bernau                  | 1115      | 74          | 2,5 %      |
| 15.    |        | SV Grün-Weiß Lübben                 | 1081      | 72          | 2,4 %      |
| 16.    |        | Werderaner FC Viktoria 1920         | 954       | 64          | 2,1 %      |
| Gesamt | Gesamt | Gesamt                              | 35632     | 148         | 56,7 %     |

## 33. Brandenburgischer Landesmeister
| TuS 1896 Sachsenhausen          | |
| Logo vom TuS 1896 Sachsenhausen | - Tor: Nick Schrobback (28/–), Yannic Rudolph (2/–), Manuel-Pascal Behm (–/–) - Abwehr: Martin Pilz (26/1), Leon Weigt (25/1), Paul Jesse (21/–), Altan Zekovic (10/–), Erik Beutke (5/–), Danilo Pressmann (–/–), Rustam Gulomov (–/–) - Mittelfeld: Dominic Schöps (26/23), Dennis Wulff (25/4), Christopher Groll (25/7), Bastian Moryson (24/–), Marcel Stutter (24/1), Edgar Kordecki (22/7), Sven Donnerhaak (19/1), Eric Liepe (2/–), Niclas Bergmann (–/–), Steffen Wnuczek (–/–), Janko Magino (–/–), Pascal Heidenreich (–/–) - Angriff: Denis Duraku (29/13), Andor Müller (28/16), Gabriel Machado (27/5), Tom Siegler (22/–), Tobias Lindner (20/5), Henri Gomez Amsatu (4/1) - Trainer: Torsten Thiel |
| (Spiele/Tore)                   | |